# آراچاناماخی
آراچاناماخی (به لاتین: Arachanamakhi) یک منطقهٔ مسکونی در روسیه است که در داغستان واقع شده‌است.